# Tunica County
Tunica County är ett administrativt område i delstaten Mississippi, USA. År 2010 hade countyt 10 778 invånare. Den administrativa huvudorten (county seat) är Tunica. 

## Geografi
Enligt United States Census Bureau så har countyt en total area på 1 246 km². 1 179 km² av den arean är land och 67 km² är vatten. 

### Angränsande countyn
- Crittenden County, Arkansas - nord
- DeSoto County - nordost
- Tate County - öst
- Panola County - sydost
- Quitman County - syd
- Coahoma County & Phillips County, Arkansas - sydväst
- Lee County, Arkansas - väst